# MeteoNews
 (mars 2022).
Si vous disposez d'ouvrages ou d'articles de référence ou si vous connaissez des sites web de qualité traitant du thème abordé ici, merci de compléter l'article en donnant les références utiles à sa vérifiabilité et en les liant à la section « Notes et références ».
 (mars 2022).
MeteoNews est une entreprise privée suisse de prévision météorologique. Elle est basée à Zurich dès sa création en 1997, avec des bureaux régionaux en Suisse romande et en France. 

## Description
MeteoNews dispose de ses propres moyens informatiques spécialisés pour l'élaboration des prévisions. La société s'appuie sur les données collectées par les réseaux d'observation de l’Organisation météorologique mondiale mais aussi de partenaires privés et publics. MeteoNews réalise ses propres prévisions basées sur les modèles météorologiques les plus avancés. 
La société fournit notamment des prévisions et solutions clé-en-main à des titres de presse écrite, des chaînes de radio et de télévision suisses, français, belges et autrichiens, et des portails sur internet ainsi que des groupes agricoles, des services d'entretien des routes, la gestion d'événements culturels et sportifs Athletissima mais aussi des services industriels et aéronautiques. 
Grâce à son studio de télévision localisé à Zurich, MeteoNews produit des émissions météo individualisées prêtes à la diffusion et en plusieurs langues, notamment pour les chaines de télévisions locales. Le 19 mai 2010, MeteoNews lance son application météo pour iPhone. Elle alimente également depuis 2012 les applications mobiles de l'opérateur britannique ID Mobile.